# Drosophila caponei
Drosophila caponei är en tvåvingeart som beskrevs av Crodowaldo Pavan och Cunha 1947. Drosophila caponei ingår i släktet Drosophila och familjen daggflugor. Arten ingår som enda art i artgruppen Drosophila caponei som ingår i undersläktet Drosophila.
Artens utbredningsområde är Brasilien.